# Eckwersheim
Eckwersheim é uma comuna francesa na região administrativa de Grande Leste, no departamento Baixo Reno. Estende-se por uma área de 7,46 km². Em 2010 a comuna tinha 1 358 habitantes (densidade: 182 hab./km²).